# Grumman F3F
El Grumman F3F fue el último caza biplano entregado a la Armada de los Estados Unidos. Diseñado por la compañía Grumman Aircraft Engineering Corporation como una versión mejorada del monoplaza F2F, entró en servicio en el año 1936 y fue retirado de los escuadrones de primera línea a finales de 1941, siendo sustituido por el Brewster Buffalo.

## Diseño y desarrollo

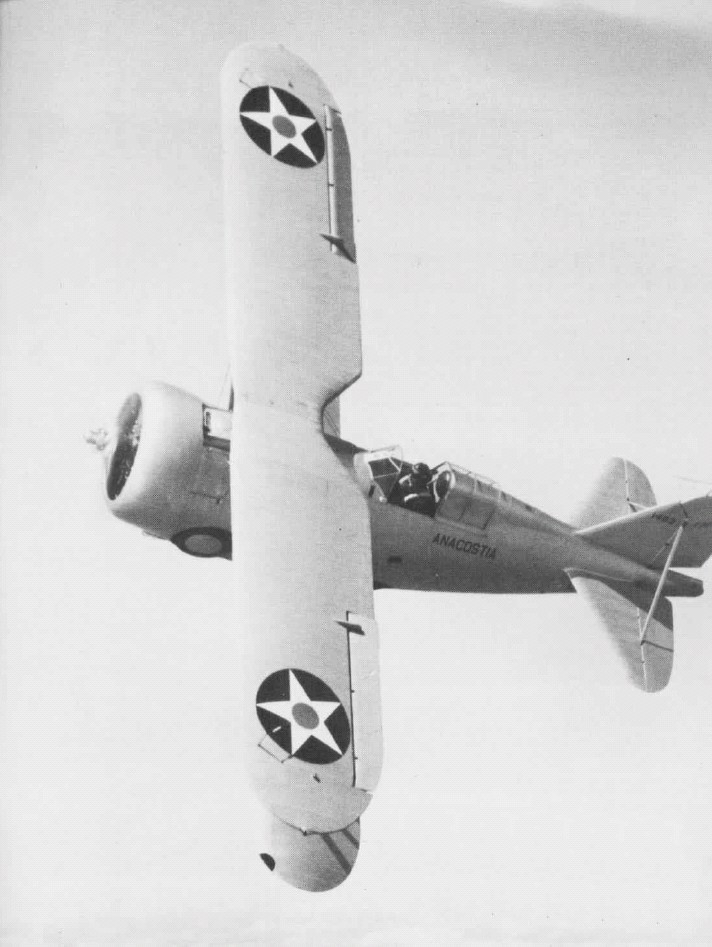
F3F-2

La experiencia de la Armada de los Estados Unidos con el F2F reveló diferentes problemas de estabilidad direccional y características desfavorables en las prestaciones, por lo que el 15 de octubre de 1934, aun antes de que comenzaran las entregas del F2F, se firmó un contrato con Grumman para la construcción del prototipo Grumman XF3F-1. Según el contrato, el nuevo diseño debía ser capaz de efectuar misiones de ataque al suelo, además de las de caza–interceptación. A pesar de estar impulsado por el mismo motor Pratt & Whitney R-1535-72 Twin Wasp Junior que su predecesor, la longitud del fuselaje en el F3F se había incrementado en 56 cm, y la envergadura total de las alas en 1,07 m. Además, una reducción del diámetro de las ruedas del tren de aterrizaje permitió un fuselaje mucho más aerodinámico.
El prototipo (Bureau N.º 9727) voló por primera vez en Farmingdale el 20 de marzo de 1935 al mando del piloto de pruebas Jimmy Collins, de Grumman, realizando tres vuelos en ese mismo día. Dos días después, tuvieron lugar seis recuperaciones después de vuelos en picado y el décimo día, el avión maniobró a 2438 m, registrando 9 g en los equipos de prueba. Lamentablemente, con esta maniobra el avión se rompió en el aire, estrellándose en un cementerio y matando a Collins. Los límites de diseño habían sido excedidos, de modo que el segundo ejemplar fue construido con los encastres de la raíz del plano inferior y la bancada motriz reforzados. Voló por primera vez con estas mejoras el 9 de mayo, siendo después entregado en la Base Aeronaval de Anacostia para ser sometido a las evaluaciones de la Armada estadounidense. Una vez allí, fue probado por Lee Gehlbach, piloto de la propia Grumman; el 17 de mayo, el avión entró en barrera plana y, como la recuperación era imposible, el piloto saltó en paracaídas. Increíblemente, el aparato no resultó completamente destruido y pudo ser reconstruido en poco más de tres semanas, a cuyo término el piloto de pruebas Bill McAvoy llevó a cabo unas cuantas evaluaciones por cuenta de Grumman, siendo enviado a Anacostia el 20 de junio. Este avión reconstruido presentaba ahora una pequeña aleta ventral, bajo el cono de cola, añadida a raíz de unas pruebas efectuadas con una maqueta en el túnel de viento de las instalaciones de la NACA en Langley Field.

## Historia operacional

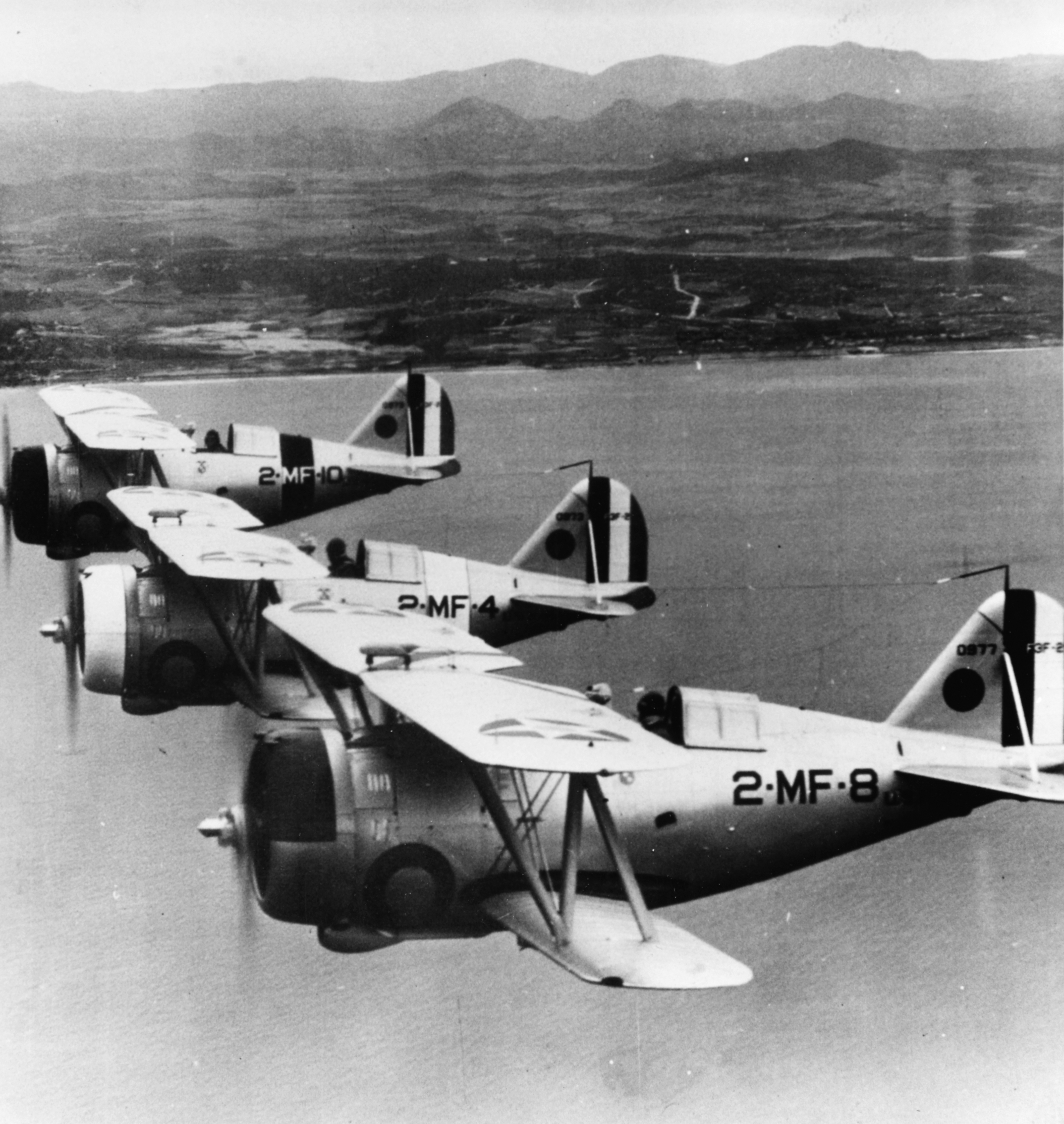
Grumman F3F-2 del USMC en formación.

El 24 de agosto de 1935 se cursó un encargo por un total de 54 cazas F3F-1 de serie, y después de las primeras entregas a partir del 29 de enero de 1936, el modelo entró en servicio con el VF-5B, embarcando en el USS Ranger en abril, y con el VF-6B, a bordo del USS Saratoga en junio. El escuadrón VF-4M del Cuerpo Aéreo de la Infantería de Marina de los Estados Unidos recibió los últimos seis F3F-1 en enero de 1937.
El esquadrón VMF-211 del Cuerpo de Infantería de Marina fue la última unidad operativa equipada con F3F, que fueron retirados en octubre de 1941; en adelante más de 100 ejemplares fueron empleados en misiones de entrenamiento.
Grumman, queriendo tomar ventaja del nuevo y potente motor radial Wright R-1820 Cyclone de 950 hp con sobrealimentador, empezó a trabajar en el F3F-2 sin siquiera tener un contrato con la Armada estadounidense, por lo que la orden de compra por 81 ejemplares no se efectuó hasta el 25 de julio de 1936, dos días antes de que volara el primer prototipo. El gran diámetro del motor cambió la apariencia de la cobertura del motor, haciendo que el avión se pareciera aún más a un barril, aunque la velocidad máxima se incrementó hasta los 410 km/h a 3658 m.
Toda la producción del F3F-2 fue entregada entre 1937 y 1938, y para cuando terminaron las entregas, los siete Escuadrones de Caza de la Armada y del Cuerpo de Infantería de Marina estaban equipados con cazas Grumman monoplazas. Mejoras aerodinámicas adicionales realizadas en un F3F-2 que estaba en las instalaciones de Grumman para su mantenimiento, derivaron en el XF3F-3, que tenía una hélice de mayor diámetro, entre otras mejoras. El 21 de junio de 1938, la Armada estadounidense ordenó la modernización de 27 cazas F3F-2, ya que el desarrollo de los nuevos cazas monoplanos como el Brewster F2A Buffalo y el Grumman F4F Wildcat estaba llevando más tiempo que el planeado.
Con la introducción del Brewster F2A-1, los días de los biplanos de caza estaban contados. Todos los F3F fueron retirados de los escuadrones en servicio a finales de 1941, aunque 117 ejemplares fueron reasignados a diferentes bases navales para ser utilizados en misiones de entrenamiento, hasta diciembre de 1943.
Unos pocos F3F fueron utilizados por las Fuerzas Aéreas del Ejército de los Estados Unidos (USAAF) como entrenadores, bajo la denominación UC-103/UC-103A.

## Variantes

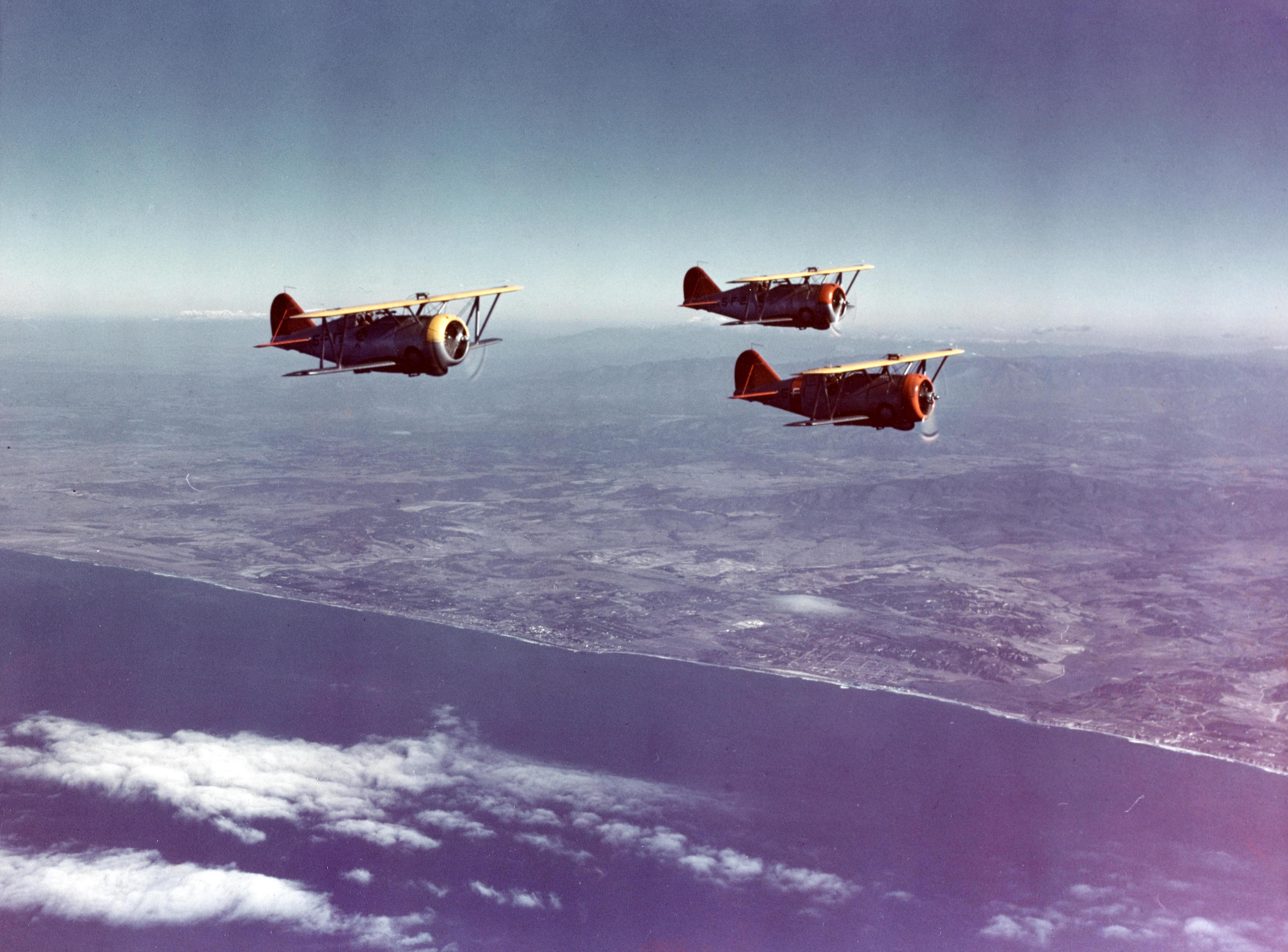
Grumman F3F-3 del VF-5 volando en formación.

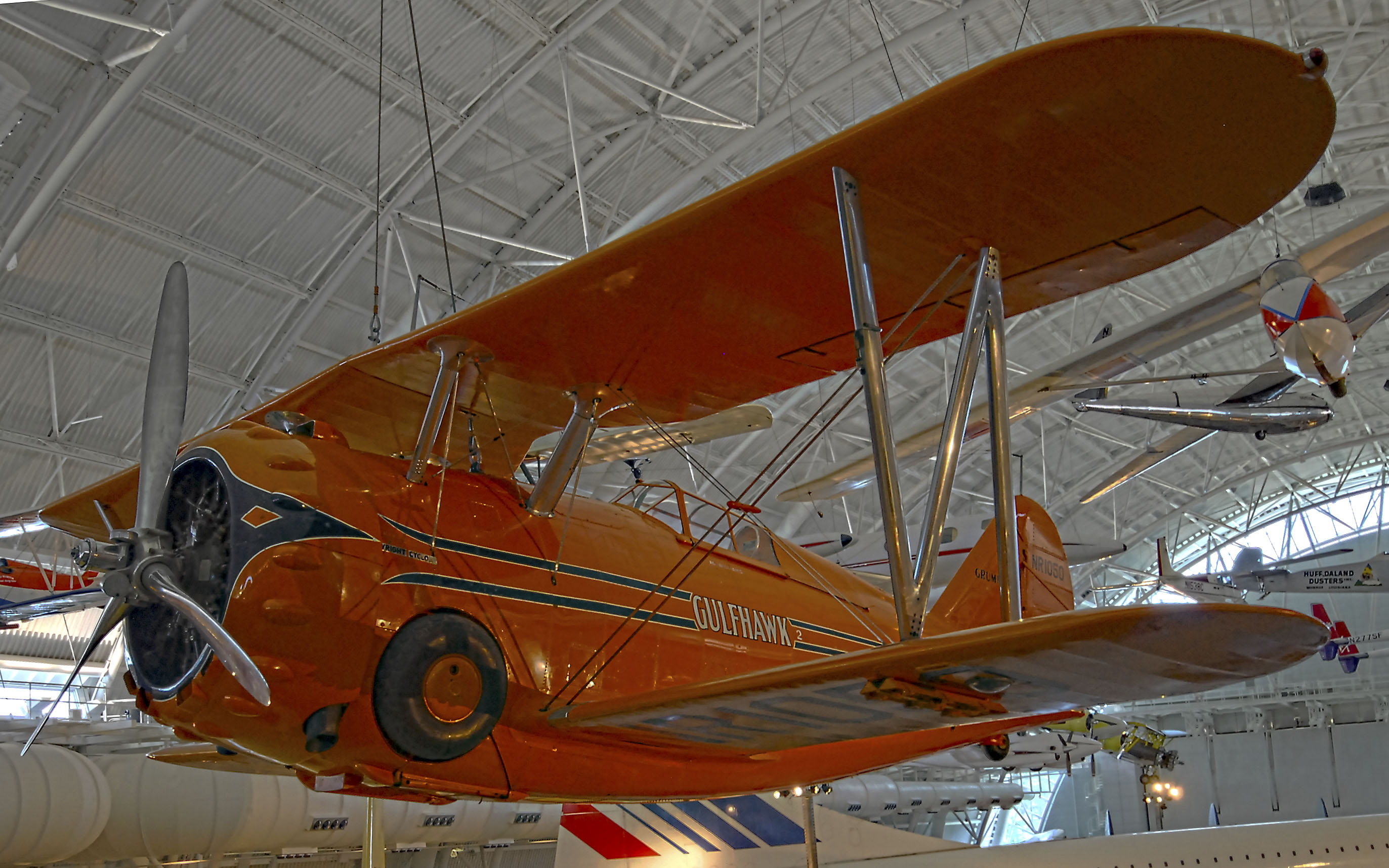
G-22 Gulfhawk II en el Centro Steven F. Udvar-Hazy del Museo Nacional del Aire y el Espacio de Estados Unidos.

G-11
Designación de la compañía para los cazas embarcados F3F-1.
XF3F-1
Tres prototipos del F3F, propulsados por un único Pratt & Whitney R-1535-84 Twin Wasp Junior de 520 kW (700 hp).
F3F-1
Se construyeron 54 ejemplares para la Armada estadounidense; similar al XF3F-1, pero propulsado por un motor radial R-1535-84 Twin Wasp Junior con hélice bipala Hamilton Standard de paso variable hidráulicamente; el armamento consistía en una ametralladora Browning de 7,62 mm en el costado de babor de la sección superior delantera del fuselaje y una Browning M2 de 12,7 mm en el costado de estribor; las entregas tuvieron lugar entre el 29 de enero y el 18 de septiembre de 1936.
G-19
Designación de la compañía para los F3F-2 y F3F-3.
XF3F-2
Un único prototipo (BuNo 0452), propulsado por un único Wright XR-1820-22 Cyclone G de 630 kW (850 hp).
F3F-2
El último F3F-1 de serie fue convertido al estándar XF3F-2 con un motor radial sobrealimentado Wright XR-1820-22 Cyclone de 850 hp, que accionaba una hélice tripala de paso controlable; la capacidad de combustible aumentó hasta los 492 l; aunque el avión fue entregado en la base de Anacostia el 27 de julio de 1936, problemas de carburación retrasaron el comienzo del programa de pruebas hasta enero de 1937; en marzo, la Armada estadounidense encargó 81 ejemplares, de los que los primeros entraron de servicio con el VF-6 el 1 de diciembre.
XF3F-3
Un único prototipo (BuNo 1031) del F3F-3 con parabrisas curvo, un fuselaje delantero modificado con diámetro ensanchado y capota con una única pestaña a cada lado.
F3F-3
Un F3F-2 de serie fue devuelto a Grumman para ser convertido al estándar XF3F-3, con modificaciones en la célula para reducir la resistencia y con capota motora y sección delantera del fuselaje revisados; fueron construidos 27 ejemplares.
G-22 Gulfhawk II
Un único híbrido de F2F/F3F, propulsado por un Wright R-1820 Cyclone de 750 kW (1000 hp), para el piloto de exhibiciones Al Williams, patrocinado por la Gulf Oil Company para realizar vuelos de demostración y exhibiciones acrobáticas. El G-22 Gulfhawk II fue retirado en el Museo Nacional del Aire y el Espacio de Estados Unidos en octubre de 1948.
G-32/G-32A Gulfhawk III
Versión civil del F3F, propulsada por un Wright R-1820 Cyclone de 750 kW (1000 hp). Se construyeron dos aviones, uno para la Grumman Aircraft Company, y el segundo, Red Ship, para Al Williams como G-32A Gulfhawk III.
UC-103
Ambos aviones G-32 fueron requisados por las USAAF en 1942; el Gulfhawk III de Williams resultó destruido en un accidente en Florida, y el segundo sobrevivió hasta 1971, cuando se estrelló tras ser abandonado debido a un fuego en vuelo.

## Operadores
Estados Unidos
- Armada de los Estados Unidos
- Cuerpo de Marines de los Estados Unidos
- Fuerzas Aéreas del Ejército de los Estados Unidos

## Especificaciones (Grumman F3F)

### Características generales
- Tripulación: Uno (piloto)
- Longitud: 7,1 m (23,2 ft)
- Envergadura: 9,8 m (32 ft)
- Altura: 2,8 m (9,3 ft)
- Superficie alar: 24,2 m² (260 ft²)
- Peso vacío: 1490 kg (3284 lb)
- Peso cargado: 2180 kg (4804,7 lb)
- Planta motriz: 1× motor radial de nueve cilindros refrigerado por aire Wright R-1820-22 "Cyclone".
  - Potencia: 710 kW (979 HP; 965 CV)

### Rendimiento
- Velocidad máxima operativa (Vno): 425 km/h (264 MPH; 229 kt) a 5600 msn
- Velocidad crucero (Vc): 240 km/h (149 MPH; 130 kt)
- Alcance: 1600 km (864 nmi; 994 mi)
- Techo de vuelo: 10 120 m (33 202 ft)
- Régimen de ascenso: 14 m/s (2756 ft/min)
- Potencia/peso: 2,28 kg/hp

### Armamento
- Ametralladoras: 

  - Izquierda: 1x Browning M1919 de 7,62 mm con 500 proyectiles
  - Derecha: 1x Browning M2 de 12,7 mm con 200 proyectiles
- Puntos de anclaje: 2 con una capacidad de 100 kg, para cargar una combinación de:  
  - Bombas: 2x Mk IV de 52,6 kg, (116 lb) una en cada afuste alar

## Aeronaves relacionadas

### Desarrollos relacionados
- Grumman F2F

### Aeronaves similares
- Avia B-534
- Curtiss BF2C Goshawk
- Curtiss F11C Goshawk
- Fiat CR.32
- Fiat CR.42
- Gloster Gladiator
- Polikarpov I-15
- Polikarpov I-153

### Secuencias de designación
- Secuencia G-_ (interna de Grumman): ← G-8 - G-9 - G-10 - G-11 - G-12 - G-13 - G-14 -- G-16 - G-17 -G-18 - G-19 -G-20 -G-21 - G-22 -G-23 - G-24 - G-25 -G-26 -G-27 - G-29 -G-30 - G-31 - G-32 - G-33 - G-34 - G-35 →
- Secuencia F_F (Aviones de Caza de la Armada estadounidense, 1922-1962 (Grumman, 1931-1962)): FF - F2F - F3F - F4F - F5F - F6F →
- Secuencia C-_ (Aviones de Carga del USAAC/USAAF/USAF, 1924-1962): ← C-100 - C-101 - C-102 - C-103 - C-104 - C-105 - C-106 →